# GFLI Atlantic Cup 2015
La GFLI Atlantic Cup 2015 è stata la prima edizione dell'omonimo torneo, disputata nel 2015. È stata organizzata dalla GFL International.
Ha avuto inizio il 6 settembre e si è conclusa il giorno seguente con la finale di Groninga vinta per 9-7 dai nordirlandesi Belfast Trojans sugli olandesi Groningen Giants.
Al campionato hanno preso parte 4 squadre.

## Squadre partecipanti
| Club                             | Città     | Stadio | Sponsor ufficiale | Risultato nella stagione 2014 |
| -------------------------------- | --------- | ------ | ----------------- | ----------------------------- |
| Belfast Trojans                  | Belfast   |        |                   | Campioni d'Irlanda            |
| Ghent Gators                     | Gand      |        |                   | Campioni del Belgio           |
| Groningen Giants                 | Groninga  |        |                   |                               |
| Luxembourg Steelers of Dudelange | Dudelange |        |                   |                               |

## Tabellone
|  | Semifinali                       | Semifinali                       | Semifinali       |                  |                 | Finale                           | Finale                           | Finale               |  |
|  |                                  |                                  |                  |                  |                 |                                  |                                  |                      |  |
|  | Belfast Trojans                  | Belfast Trojans                  | 27               |                  |                 |                                  |                                  |                      |  |
|  | Belfast Trojans                  | Belfast Trojans                  | 27               |                  |                 |                                  |                                  |                      |  |
|  | Ghent Gators                     | Ghent Gators                     | 14               |                  |                 |                                  |                                  |                      |  |
|  | Ghent Gators                     | Ghent Gators                     | 14               |                  | Belfast Trojans | Belfast Trojans                  | 26                               |                      |  |
|  |                                  |                                  |                  |                  | Belfast Trojans | Belfast Trojans                  | 26                               |                      |  |
|  |                                  |                                  | Groningen Giants | Groningen Giants | 7               |                                  |                                  |                      |  |
|  | Groningen Giants                 | Groningen Giants                 | Groningen Giants | Groningen Giants | 7               | 35                               |                                  |                      |  |
|  | Groningen Giants                 | Groningen Giants                 |                  |                  |                 | 35                               |                                  |                      |  |
|  | Luxembourg Steelers of Dudelange | Luxembourg Steelers of Dudelange | 6                |                  |                 | Finale 3º - 4º posto             | Finale 3º - 4º posto             | Finale 3º - 4º posto |  |
|  | Luxembourg Steelers of Dudelange | Luxembourg Steelers of Dudelange | 6                |                  |                 |                                  |                                  |                      |  |
|  |                                  |                                  |                  |                  |                 |                                  |                                  |                      |  |
|  |                                  |                                  |                  |                  |                 | Ghent Gators                     | Ghent Gators                     | 26                   |  |
|  |                                  |                                  |                  |                  |                 | Ghent Gators                     | Ghent Gators                     | 26                   |  |
|  |                                  |                                  |                  |                  |                 | Luxembourg Steelers of Dudelange | Luxembourg Steelers of Dudelange | 12                   |  |

## Calendario

### Semifinali
| Groninga 26 settembre 2015 | Belfast Trojans | 27 – 14 | Ghent Gators |  |

| Groninga 26 settembre 2015 | Groningen Giants | 26 – 12 | Luxembourg Steelers of Dudelange |  |

### Finale 3º - 4º posto
| Groninga 27 settembre 2015 | Ghent Gators | 26 – 12 | Luxembourg Steelers of Dudelange |  |

### Finale
| Groninga 27 settembre 2015 | Belfast Trojans | 26 – 7 | Groningen Giants |  |

## Classifica
La classifica finale è la seguente:
- PCT = percentuale di vittorie, G = partite giocate, V = partite vinte, P = partite perse, PF = punti fatti, PS = punti subiti
- La vittoria finale è indicata in verde

| Pos. | Squadra                          | %V    | G | V | P | PF | PS |
| ---- | -------------------------------- | ----- | - | - | - | -- | -- |
| 1    | Belfast Trojans                  | 1.000 | 2 | 2 | 0 | 53 | 21 |
| 2    | Groningen Giants                 | .667  | 2 | 1 | 1 | 61 | 18 |
| 3    | Ghent Gators                     | .333  | 2 | 1 | 1 | 40 | 39 |
| 4    | Luxembourg Steelers of Dudelange | .000  | 2 | 0 | 2 | 18 | 61 |

## Verdetti
- Belfast Trojans Vincitori della GFLI Atlantic Cup 2015